# Nart Sukhum
Nart Sukhum är en fotbollsklubb från Suchumi i Abchazien som spelar i Abchaziska fotbollsligan. Nart är det mest framgångsrika klubben i Abchazien och har vunnit ligan 10 gånger och cupen 9 gånger. Nart grundades 1997 och Tarba Said är deras tränare. De spelar sina matcher i Stadion Dinamo, en arena som de delar med Dinamo Sukhum och Abazg Sukhum.

## Ligahistorik[2]
| År   | Liga                     | Placering | Poäng |
| ---- | ------------------------ | --------- | ----- |
| 1999 | Abchaziska fotbollsligan | 1         | -     |
| 2000 | Abchaziska fotbollsligan | 1         | -     |
| 2002 | Abchaziska fotbollsligan | 2         | -     |
| 2003 | Abchaziska fotbollsligan | 1         | 84    |
| 2007 | Abchaziska fotbollsligan | 1         | -     |
| 2008 | Abchaziska fotbollsligan | 1         | -     |
| 2009 | Abchaziska fotbollsligan | 1         | -     |
| 2011 | Abchaziska fotbollsligan | 1         | 54    |
| 2012 | Abchaziska fotbollsligan | 2         | 37    |
| 2013 | Abchaziska fotbollsligan | 2         | 33    |
| 2014 | Abchaziska fotbollsligan | 4         | 23    |
| 2015 | Abchaziska fotbollsligan | 2         | 41    |
| 2016 | Abchaziska fotbollsligan | 1         | 44    |